# Jonas Carpignano
Jonas Carpignano (New York, 16 gennaio 1984) è un regista e sceneggiatore italiano con cittadinanza statunitense.

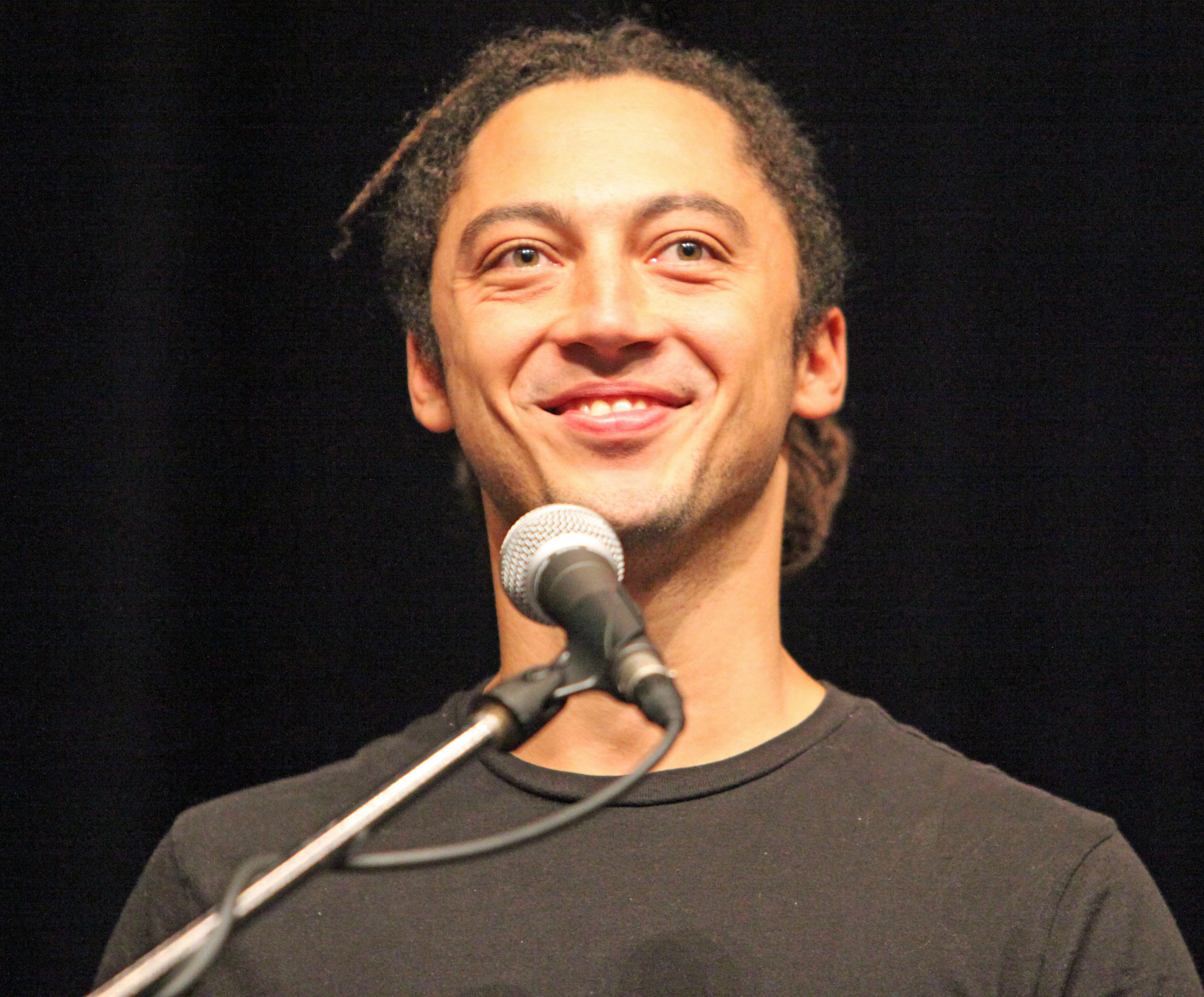
Jonas Carpignano al Festival internazionale del cinema di Karlovy Vary il 5 luglio 2017.

Nel 2018 vince il David di Donatello come Miglior Regista per il film A Ciambra  che è stato presentato al Festival di Cannes 2017 nella sezione Quinzaine des Réalisateurs.
Nel 2021 il suo terzo film A Chiara vince il premio Europa Cinema Label al Festival di Cannes 2021 nella sezione Quinzaine des Réalisateurs. Nel 2022 A Chiara viene candidato per 6 David di Donatello.

## Biografia
Carpignano nasce a New York, figlio di Paolo Carpignano, un docente italiano originario di Roma, nipote del regista milanese Luciano Emmer, e di Diane Benskin, statunitense d'origini barbadiane, trovandosi a crescere tra New York e Roma.
Il suo Mediterranea è stato presentato nel 2015 alla Semaine de la Critique del Festival di Cannes. Il film ha vinto il Gotham Independent Film Awards 2015 ed il National Board of Review Awards 2015 nella categoria "Miglior regista esordiente" ed ha ricevuto tre candidature agli Independent Spirit Awards 2016 nelle categorie "Miglior film d'esordio", "Miglior sceneggiatura d'esordio" e "Miglior attore protagonista" (Koudous Seihon). Sempre nel 2015 è stato membro della giuria per il concorso dei documentari italiani al 33° Torino Film Festival.
Il suo secondo film A Ciambra (2017), prodotto da Martin Scorsese, è stato presentato al Festival di Cannes 2017, dove si è aggiudicato il premio Europa Cinema Label nella sezione Quinzaine des Réalisateurs, ed è stato designato, il 26 settembre 2017, quale film italiano proposto per l'Oscar al miglior film straniero per il 2018. Il 21 marzo 2018 vince il David di Donatello come "Miglior Regista" per il film A Ciambra.
Il suo terzo film A Chiara è stato presentato al Festival di Cannes 2021 dove, per la seconda volta, Carpignano ha vinto il premio Europa Cinema Label nella sezione Quinzaine des Réalisateurs.  Nel 2022 A Chiara viene candidato per 6 David di Donatello e ne vince uno per miglior attrice.

## Filmografia

### Cortometraggi
- A Chjàna (2011)
- A Ciambra (2014)
- A Chiara (2020)

### Lungometraggi
- Mediterranea (2015)
- A Ciambra (2017)
- A Chiara (2021)

## Riconoscimenti

### David di Donatello
- 2022:Candidatura per la miglior sceneggiatura originale per A Chiara
- 2018: Candidatura al miglior film per A Ciambra
- 2018: Miglior regista per A Ciambra
- 2018: Candidatura per la migliore sceneggiatura originale per A Ciambra

### Festival di Cannes
- 2014: Candidatura alla Caméra d'or per Mediterranea
- 2017: Label Europa Cinemas per A Ciambra
- 2021: Label Europa Cinemas per A Chiara

### Mostra internazionale d'arte cinematografica
- 2011: – Controcampo Italiano Prize per A Chjàna